# Studená (Karkonosze)
Studená – (niem. Kaltenberg, 989 m n.p.m.) szczyt w zachodnich Karkonoszach, ok. 3 km na południowy wschód od Harrachova.

## Położenie
Studená położona jest w bocznym grzbiecie, odchodzącym od wierzchołka góry Lysá hora (1344 m n.p.m.) ku zachodowi. Na północnym zachodzie łączy się poprzez wzniesienie Janova skála (1002 m n.p.m.) z Čertovą horą (1021 m n.p.m.) nad Harrachovem, a na wschodzie z górą Čertova pláň (974 m n.p.m.).

## Opis
Jest to dość wyraźna kulminacja grzbietu.
Na północnym wschodzie Rýzí potok, lewy dopływ Mumlawy oddziela ją od masywu góry Plešivec. 

## Budowa geologiczna
Masyw zbudowany ze skał metamorficznych, należących do metamorfiku południowych Karkonoszy. Są to głównie łupki łyszczykowe z żyłami kwarcu oraz podrzędnie gnejsy.

## Roślinność
Wierzchołek i stoki porośnięte lasami świerkowymi. Na południowo-zachodnich i południowych zboczach występują łąki, a niżej zabudowania miejscowości Rokytnice nad Jizerou.

## Ochrona przyrody
Północne zbocza leżą w obrębie Parku Narodowego (Krkonošský národní park), natomiast wierzchołek i zbocza południowe w jego strefie ochronnej.

## Turystyka
Na północ od wierzchołka biegnie:
- niebieski szlak turystyczny ze szczytu Čertova hora, przez wzniesienie Čertova pláň do schroniska Dvoračky[1]